# IC 2046
IC 2046 — галактика типу SBbc (компактна витягнута галактика) у сузір'ї Золота Риба.
Цей об'єкт міститься в оригінальній редакції індексного каталогу.